# Burnden Park
Il Burnden Park fu un impianto sportivo sito a Bolton, in Inghilterra. Chiuso nel 1997 e demolito nel 1999, fu terreno di gioco interno del Bolton, squadra calcistica che vi giocò dal 1895 al 1997.
Nel 1946 fu teatro di una delle più grandi tragedie del calcio inglese, ricordato come Burnden Park disaster, dove morirono 33 persone.

## Storia
L'impianto è stato inaugurato nel 1895. Nel 1901 ha ospitato la ripetizione della finale di FA Cup tra Tottenham Hotspur e lo Sheffield United.
Dal 1930 la capienza fu portata a 70.000 posti a sedere.
Nel 1946, durante una partita valevole per i quarti di finale della FA Cup tra il Bolton e lo Stoke City, il sovraffollamento dell'impianto causò il crollo di parte dei muri di recinzione tra spalti e terreno di gioco, travolgendo degli spettatori spinti dalla calca verso il campo, causando la morte di 33 persone e il ferimento di altre 400. Fu, all'epoca dei fatti, il più grave incidente sportivo della storia del calcio inglese, ricordato come Burnden Park disaster.
Con l'apertura del Macron Stadium nel 1997, nuovo stadio del Bolton, l'impianto è stato chiuso e successivamente demolito nel 1999. L'ultima partita a Burnden Park si è giocata nell'aprile 1997, e fu una partita di campionato tra il Bolton e il Charlton Athletic.

## Struttura
Alla chiusura nel 1997 lo stadio aveva una capienza di 25.000 posti a sedere.